# Piłka nożna w Rosji
Piłka nożna (ros. Футбол fʊdˈboɫ) jest najpopularniejszym sportem w Rosji. Jej głównym organizatorem na terenie Rosji pozostaje Rossijskij futbolnyj sojuz (RFS).
Rosyjskie kluby wygrali dwa razy rozgrywki Ligi Europy UEFA i jeden Superpuchar Europy.

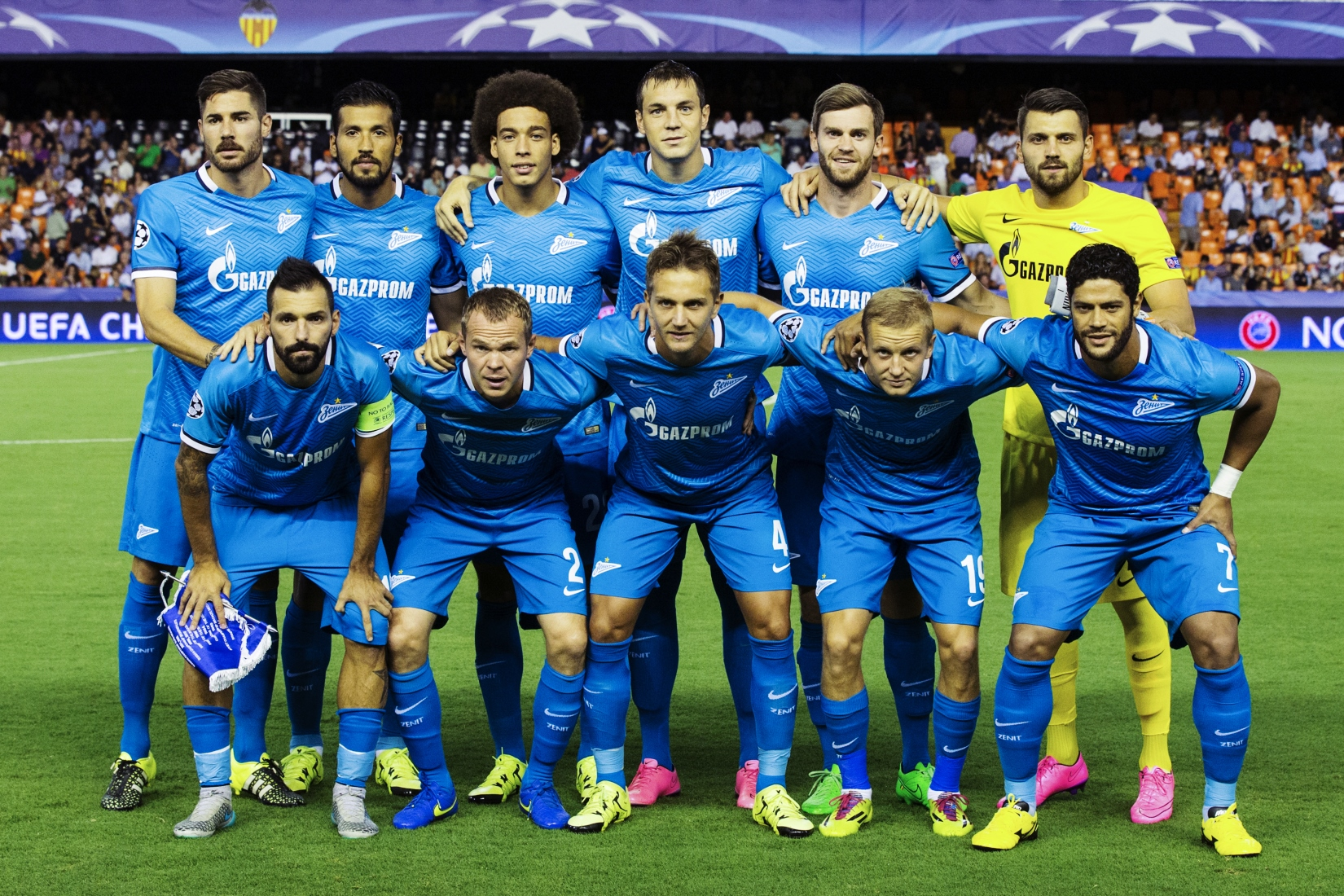
Zenit Sankt Petersburg w 2015 roku podczas meczu z Walencji.

W rosyjskiej Priemjer-lidze grają takie znane kluby świata, jak Zenit Sankt Petersburg, Spartak Moskwa, CSKA Moskwa, Lokomotiw Moskwa i Dinamo Moskwa.

## Historia

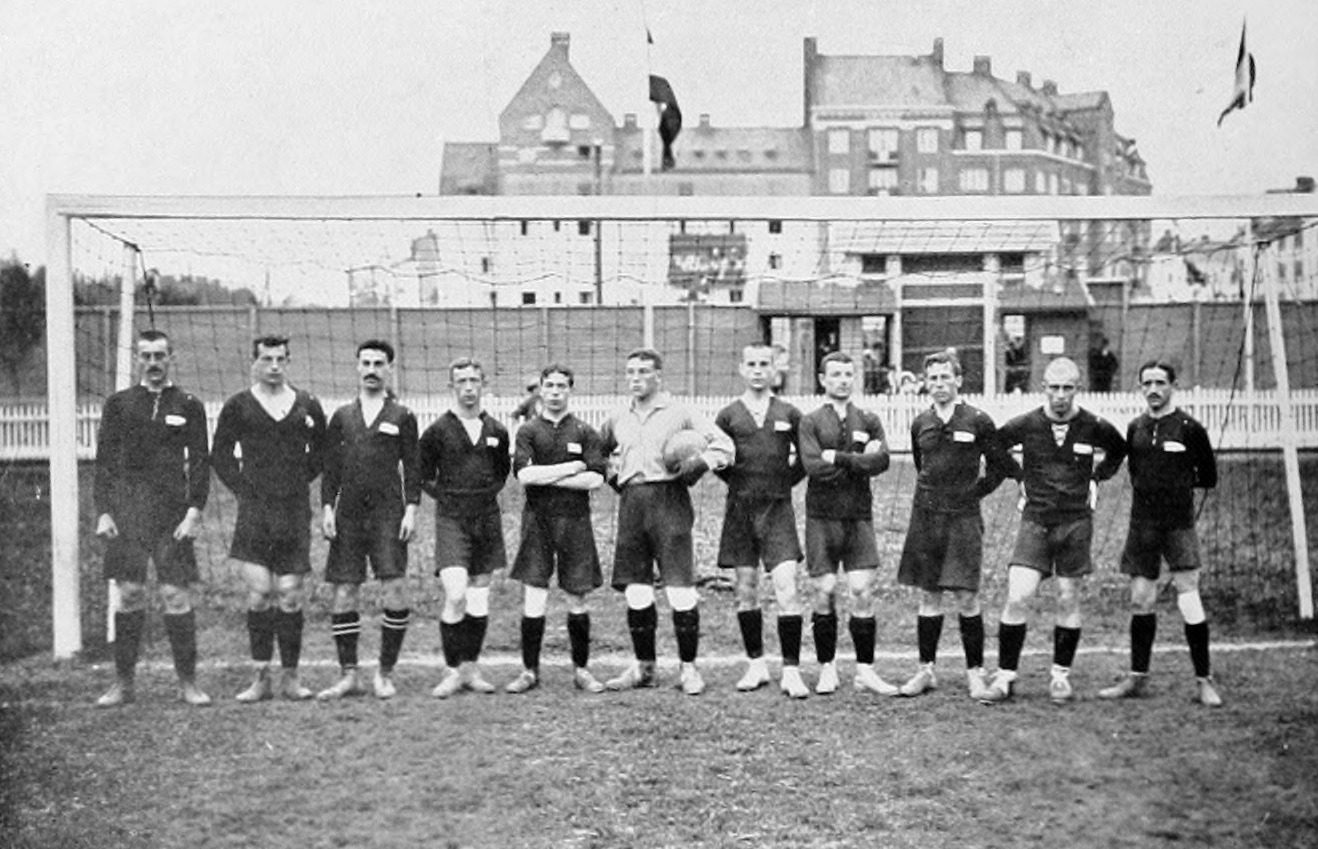
Piłkarska drużyna Imperium Rosyjskiego na Letnich Igrzyskach Olimpijskich 1912 roku.

Piłka nożna zaczęła zyskiwać popularność w carskiej Rosji pod koniec XIX wieku. 24 października 1897 roku odbył się pierwszy oficjalny mecz w ówczesnym Imperium Rosyjskim. W Petersburgu drużyna Wasileostrowskiego Stowarzyszenia Piłkarzy z wynikiem 6:0 zwyciężyła drużynę Sport (miłośnicy sportu Petersburgu). W 1904 roku w Sankt Petersburgu powstał pierwszy rosyjski klub piłkarski FK Kołomiagi, a w 1909 roku w podmoskiewskim Oriechowo-Zujewo kolejny rosyjski klub piłkarski KSO, potem następne (wcześniej, w 1900 roku na terenie obecnego obwodu królewieckiego został założony pruski FC 1900 Königsberg). Po założeniu rosyjskiej federacji piłkarskiej – Wszechrosyjskiego Futbolowego Sojuszu (WFS) w 1912 roku, rozpoczął się proces zorganizowania pierwszych rozgrywek o mistrzostwo Rosji. W 1912 roku po raz pierwszy rozegrane mistrzostwo Imperium Rosyjskiego. Pierwszym mistrzem została reprezentacja miasta Petersburgu, która w finale zwyciężyła Moskwę w powtórce 4:1 (pierwszy mecz zakończył się remisem 2:2). W następnym sezonie w finale Odessa pokonała Petersburg 4:2, ale w składzie odeskiej drużyny grało 4 obcokrajowców (tylko 3 były dozwolone) i po protestach zawodników z Petersburgu Futbolowy Związek postanowił nie przyznawać tytułu mistrza. Sezon 1914 nie dokończono z powodu I wojny światowej.
8 listopada 1917 roku w wyniku rewolucji październikowej powstała Rosyjska Republika Radziecka, nazwa której 19 lipca 1918 została zmieniona na Rosyjska Federacyjna Socjalistyczna Republika Radziecka. Pierwsza edycja mistrzostw Rosyjskiej FSRR startowała w sezonie 1920, w której systemem pucharowym 7 drużyn reprezentujące rosyjskie miasta walczyły o tytuł mistrza. Ukraińskie, białoruskie drużyny uczestniczyły w mistrzostwach swoich krajów. Jednak w mistrzostwach Rosyjskiej FSRR 1922 uczestniczyła również ukraińska drużyna reprezentująca Charków. Po utworzeniu ZSRR 30 grudnia 1922 roku mistrzostwa Rosyjskiej FSRR utraciły swój status i był to często tylko turniej kwalifikacyjny do Mistrzostw ZSRR. Rozgrywki z przerwami organizowane były do 1934 roku. W 1934 roku najsilniejsze drużyny Moskwy i Leningradu zignorowały mistrzostwo, a zwycięzcą została drużyna Woroneża. Po reformie piłki nożnej w ZSRR w 1936 roku i organizowaniu klubowych Mistrzostw ZSRR najlepsze kluby rosyjskie startowały w rozgrywkach ligowych. Mistrzostwa Rosyjskiej FSRR już nie były organizowane.
W 1948 po dłuższej przerwie ponownie startowały mistrzostwa Rosyjskiej FSRR, które rozgrywane były wśród drużyn towarzystw sportowych pomiędzy rosyjskimi zespołami, które nie uczestniczyły w rozgrywkach Mistrzostw ZSRR. Zwycięzca turnieju otrzymywał od przyszłego sezonu możliwość wzięcia udziału w mistrzostwach ZSRR. Od 1960 do 1969 rozgrywki prowadzono wśród klubów, które walczyły w odrębnych grupach strefowych Klasy B mistrzostw ZSRR. Zwycięzcy grup strefowych złożonych z rosyjskich klubów pod koniec sezonu brały udział w dodatkowym turnieju o tytuł mistrza Rosyjskiej FSRR. W sezonach 1960-1962 turniej był także finałem o awans do Klasy A. W sezonach 1963-1970 był finałem o awans do drugiej grupy Klasy A, a także w sezonach 1971-1975 mistrzem Rosyjskiej FSRR został klub, który zajął pierwsze miejsce w dodatkowym turnieju wśród rosyjskich zespołów, które zwyciężyły w swoich grupach strefowych i walczyły również z innymi zwycięzcami grup nierosyjskich o awans do pierwszej ligi (w 1974 i 1975 roku od Rosyjskiej FSRR w finale turnieju uczestniczyło tylko dwa zespoły). W 1970 i 1976 mistrzostwa Rosyjskiej FSRR rozgrywano w osobnym turnieju, który odbył się po strefowych turniejach mistrzostw ZSRR w drugiej lidze. W 1978 roku mistrzem Rosyjskiej FSRR zostawał zespół, który zwyciężył w turnieju piłkarskim Spartakiady narodów Rosyjskiej FSRR, w 1979 i 1982 mistrzostwa nie rozgrywano z powodu na Spartakiadę narodów ZSRR. W 1990 roku turniej nie odbył się, a tytuł mistrza Rosyjskiej FSRR rozegrano wiosną 1991 roku. Jednak nie były to pełnowartościowe mistrzostwa tak jak najlepsze kluby kraju uczestniczyły w mistrzostwach ZSRR.
26 grudnia 1991 – po rozwiązaniu ZSRR Rosja została uznana za następcę ZSRR.
Rozgrywki najwyższej ligi zwanej Wysszaja liga w obecnym formacie zainaugurowano w sezonie 1992. W 1998 liga zmieniła nazwę na Wysszij diwizion. W 2002 przyjęła obecną nazwę Priemjer-Liga.

## Format rozgrywek ligowych
W obowiązującym systemie ligowym trzy najwyższe klasy rozgrywkowe są ogólnokrajowe (Priemjer-Liga, Futbolnaja Nacionalnaja Liga (FNL) i Wtoroj diwizion Professionalnoj Futbolnoj Ligi (PFL)). Dopiero na czwartym poziomie pojawiają się grupy regionalne.

## Puchary
Rozgrywki pucharowe rozgrywane w Rosji to:
- Puchar Rosji (Кубок России),
- Superpuchar Rosji (Суперкубок России) - mecz między mistrzem kraju i zdobywcą Pucharu.